# وارثان زمین
وارثان زمین (اسپانیایی: Los herederos de la tierra‎) یک مجموعهٔ تلویزیونی اسپانیایی به کارگردانی ژُردی فرادِس است که در سال ۲۰۲۲ منتشر شد.

## گزیدهٔ بازیگران
- یون گونسالس[۱][۲]
- رودولفو سانچو[۱]
- میشل خنر[۱]
- ناتالیا سانچس[۱]
- برونا کوزی[۱]
- نانچو نوو[۱]
- روسانا پاستور[۱]